# 下間頼亮
下間 頼亮（しもつま らいりょう）は、戦国時代から江戸時代の武将。下間頼廉の長男。宗清、仲玄の兄。子に頼良。幼名は愛福、通称は美作守。法名は明芸、宗巴。
天正3年（1575年）から石山本願寺法主顕如の次男の興正寺住持顕尊付となり、石山合戦では門徒に顕尊の命令を伝え補佐を務めた。終戦後の天正9年（1581年）に法橋に任ぜられ、慶長6年（1601年）に宗巴を名乗り、寛永4年（1627年）に西本願寺に出仕したが、以後の消息は不明。
子の頼良（1591年 - 1648年）は初め西本願寺にいたが、後に東本願寺へ仕えたことが東本願寺家臣団名簿で確認されている。